# 干浪
干浪是马来西亚马六甲中央县的一座小镇，距离州首府马六甲市约4有公里。该镇坐落在联邦5号公路旁，位于士马木和阿赖之间。镇内的清华宫于1848年建立，是当地的著名景点，吸引许多信徒前来朝拜